# 阳平郡 (南齐)
阳平郡，中国南北朝时设置的郡。亦作平阳郡。
南朝齐置阳平郡，治山阳县（今江苏省淮安市楚州区）。南朝梁移治安宜县（在今江苏宝应县西南）。辖境相当今江苏宝应县。北齐沿置，北周时下辖安宜县，石鳖县。隋文帝开皇三年（583年）废除阳平郡。属县改属楚州。